# Waldberg (Reischach)
Waldberg ist ein Gemeindeteil der Gemeinde Reischach im oberbayerischen Landkreis Altötting.

## Lage
Das Dorf liegt verstreut ca. 3 km nördlich von Reischach. Etwa die Hälfte der Anwesen liegt in einem Halbkreis an der Straße nach Arbing, am südwestlichen Fuß des 487 m hohen Wald- oder Schlossberges. Der Rest verteilt sich an einigen Stichstraßen und -wegen.

## Geschichte
Die erste urkundliche Erwähnung stammt von 1343. Damals war Waldberg im Besitz des altadeligen Geschlechtes der Perger (auch Berger), das wohl im nahegelegenen Ort Berg seinen Ursprung hat.
Auf dem Waldberg befand sich einst das Schloss Waldberg, das über Jahrhunderte von den Herren der Hofmarken Waldberg und Arbing bewohnt wurde. Ende des 18. Jahrhunderts wurde das verlassene und baufällig gewordene Gebäude abgebrochen.
→ Liste der Bodendenkmäler in Reischach
Bis zur Gemeindegebietsreform ein Gemeindeteil der ehemaligen Gemeinde Arbing, wurde Waldberg am 1. Juli 1971 nach Reischach eingegliedert.